# مقاطعة هاورد (نبراسكا)
مقاطعة هاورد (بالإنجليزية: Howard County)‏ هي إحدى مقاطعات ولاية نبراسكا في الولايات المتحدة الأمريكية.